# فرتینا ت-۱۵۵
فرتینا (طوفان) ت-۱۵۵ (به ترکی استانبولی: T-155 Fırtına) توپ ۱۵۵ میلی‌متری خودکششی ساخت ترکیه می‌باشد که نمونه از توپ کی۹ تندر ساخت شرکت کره ای سامسونگ تکوین می‌باشد.

## کاربران

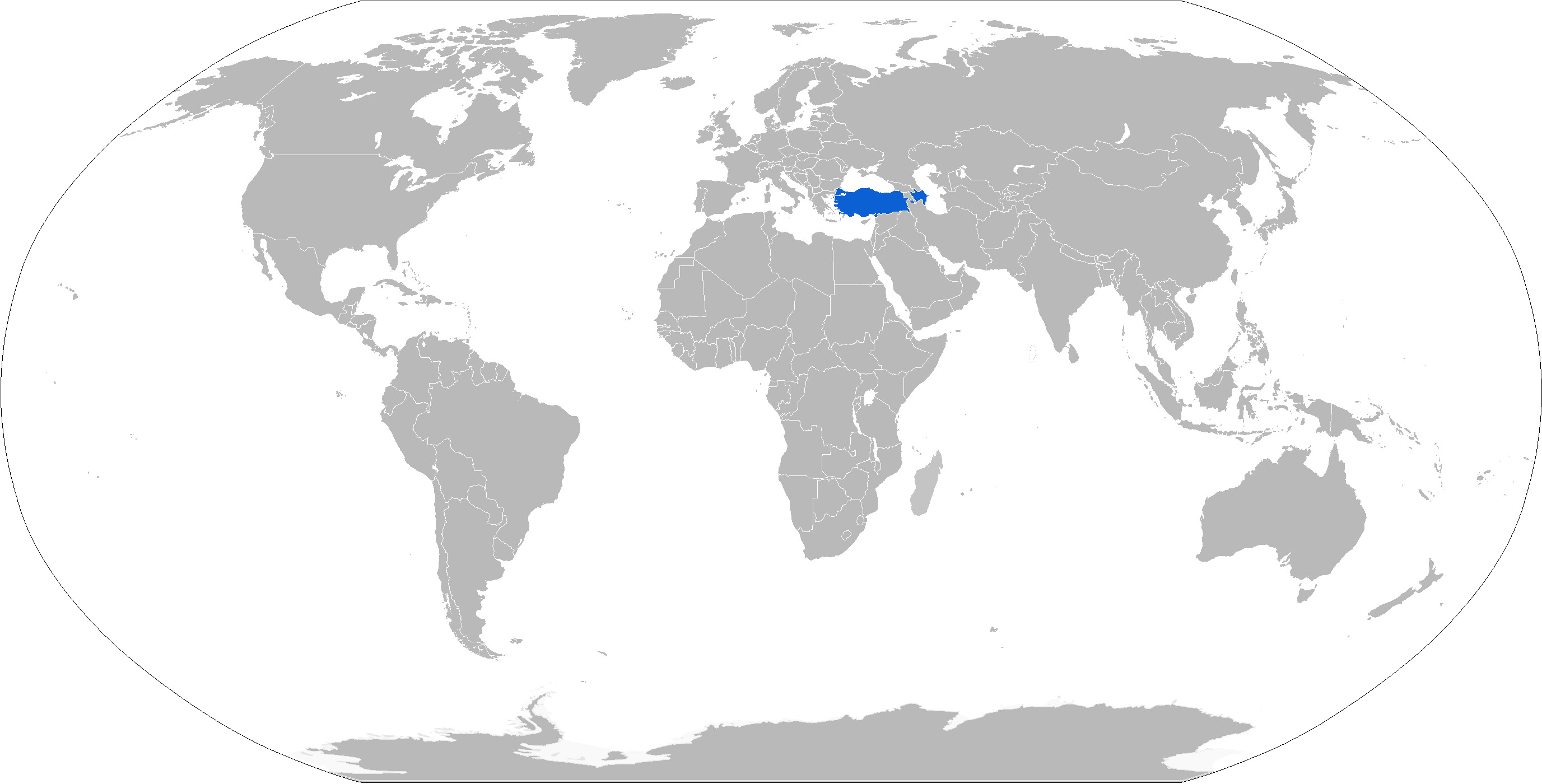

- جمهوری آذربایجان ۳۶ عدد
- ترکیه- ۶۲۰ عدد[۲]